# Fosse commune de Tomašica
Tomašica est un village de Bosnie-Herzégovine dans la municipalité de Prijedor de l'entité République serbe de Bosnie.

## Fosse commune
En août 2013, l'un des plus grands charniers primaires de la guerre de Bosnie a été découvert par les autorités bosniennes. Les activités d'exhumation ont été assistées par des experts légistes de la Commission internationale pour les personnes disparues (ICMP) et, selon des témoins, plus de 1 000 victimes Bosniaques et Croates tués lors du nettoyage ethnique de Prijedor sont enterrés ici.
La plupart des cadavres enterrés sont des prisonniers tués dans les camps de concentration d'Omarska, Keratem et Trnopolje, installés en Bosnie par les autorités serbes pendant la guerre.
Les premiers rapports des médias plaçaient le nombre de restes humaines à 360,.Les exhumations ont été reportées au printemps en raison des conditions hivernales, mais les experts sont convaincus que la tombe contient au moins 850 corps.
Le Tribunal pénal international pour l'ex-Yougoslavie (TPIY) a recueilli des éléments de preuve dans la région en vue d'une éventuelle utilisation dans les poursuites. À ce jour, 15 Serbes de Bosnie ont été condamnés par le TPIY à plus de 230 ans pour des crimes de guerre commis à Tomašica dans la municipalité de Prijedor, Le 25 novembre 2013, Theodor Meron, président du TPIY, a visité le site et a déclaré qu'il était « face à face avec l'horreur ».
Une fois les corps retrouvés, ils ont été emmenés à la morgue et des analyses en laboratoire de l'ADN de l'ICMP ont été effectuées pour les identifier. À la fin du processus, les corps seraient rendus à leurs familles pour un enterrement approprié. Le processus d'identification des corps exhumés implique des pathologistes, des morgues, des autopsies, des laboratoires d'ADN, des logiciels de mise en correspondance des données, des ordonnances judiciaires et bien plus encore.

## Réponses juridiques
En octobre 2014, l'affaire Ratko Mladić a été rouvert afin d'incorporer les preuves nouvellement trouvées sur la tombe de Tomašica. L'Accusation a alors pu inclure six experts et sept témoins des faits, ainsi que des preuves documentaires. Avant cette décision, la Chambre avait statué que l'Accusation ne pouvait pas utiliser les éléments de preuve relatifs à Tomašica.
Les juges ont conclu que les éléments de preuve provenant de la tombe de Tomasica étaient pertinents. L'Accusation a déclaré : « que les Documents clarifient la nature organisée et à grande échelle des meurtres à Prijedor, et le rôle de la VRS (Armée de la république Serbe de Bosnie) dans ce domaine ».
En juin 2015, lors du procès de Ratko Mladić, le directeur médico-légal de l'ICMP, Thomas Parsons, a déclaré que les enquêteurs avaient exhumé 385 ensembles de restes de Tomašica et que 211 autres restes avaient été retirés du site et enterrés de nouveau à Jakarina Kosa à quelque temps après la guerre, ce qui signifie qu'un total de 596 corps avaient été enterrés à Tomašica en 1992.